# Ochthocosmus multiflorus
Ochthocosmus multiflorus là một loài thực vật có hoa trong họ Ixonanthaceae. Loài này được Ducke mô tả khoa học đầu tiên năm 1937.